# Nilza de Sena
Nilza Marília Mouzinho de Sena (1976) es una política portuguesa miembro del Partido Social Demócrata (PSD).

## Biografía
Nacida el 21 de noviembre de 1976 en Maputo (Mozambique) en el seno de una familia con ancestros de Goa, se trasladó a Portugal con su familia a los tres meses de edad.
Licenciada en Comunicación Social, obtuvo un título de máster en Ciencia Política. Se doctoró en Ciencias Sociales (Sociología).
Profesora del Instituto Superior de Ciências Sociais e Políticas (ISCSP), se estrenó como diputada en la Asamblea de la República, representando al círculo electoral de Coímbra durante la xii legislatura (2011-2015) dentro del grupo parlamentario del Partido Social Demócrata (PSD). Renovó su escaño para la xiii legislatura (2015-2019), esta vez electa por Beja.

## Obras
- — (2002). A Interpretação Política do Debate Televisivo 1974/1999. Lisboa: Universidade Técnica de Lisboa.
- — (2011). A Televisão por Dentro e por Fora. Coímbra: Minerva Coimbra.